# Coleophora pseudopoecilella
Coleophora pseudopoecilella is een vlinder uit de familie kokermotten (Coleophoridae). De wetenschappelijke naam is voor het eerst geldig gepubliceerd in 1982 door Klimesch.
De soort komt voor in Europa.